# Бутурлин, Алексей Петрович
Алексей Петрович Бутурлин (1802—1863) — генерал-лейтенант, ярославский губернатор, сенатор; брат Д. П.
и М. П. Бутурлиных. Владелец большого родового имения Марьинка.

## Биография
Родился 13 (25) января 1802 года — сын отставного капитана лейб-гвардии Измайловского полка Пётра Михайловича Бутурлина (1763—1828) и Марии Алексеевны Шаховской (ум. 22 апреля 1803).
Получил хорошее домашнее образование. Начав службу в 1819 году юнкером в лейб-гвардии егерском полку, он вскоре, по собственному желанию, был переведён в кавалергардский полк и в 1822 году произведён в корнеты.
В 1829 году, в звании флигель-адъютанта Его Величества, Бутурлин, по заключении мира с Турцией, был отправлен в действующую армию для передачи от Государя фельдмаршальского жезла главнокомандующему графу Дибичу. С 1830 года состоял при великом князе Константине Павловиче в Польше, где в следующем году принял участие в подавлении восстания и, за штурм Варшавы, награждён орденом Св. Владимира 4 степени.
В 1839 году на полковника Бутурлина было возложено наблюдение за ходом рекрутского набора в Екатеринославской губернии, производившегося по новой, впервые вводимой в России, жеребьёвой системе. В 1841 году ему было поручено уничтожение возникших между крестьянами Лифляндской губернии беспорядков.
За выслугу лет 12 января 1846 года был награждён орденом Св. Георгия 4-й степени (№ 7391); 1 июля того же года произведён в генерал-майоры, с зачислением в свиту Его Величества, и назначен Ярославским военным и гражданским губернатором. В этой должности он оставался в течение 15 лет; 26 августа 1856 года Бутурлин был произведён в генерал-лейтенанты, а в 1861 году был определён сенатором и причислен к 1-му отделению V департамента Правительствующего сената, где и оставался до своей кончины «от размягчения мозга» 25 января (6 февраля) 1863 года. был похоронен в Петербурге, в Феодоровской церкви Александро-Невской лавры.

## Награды
- Орден Святой Анны 3-й степени (16 января 1826)[4]
- Орден Святого Владимира 4-й степени с бантом (25 июня 1831)[2][5]
- Знак отличия за военное достоинство 4-й степени (1831)[2]
- Орден Святой Анны 2-й степени (1 сентября 1839)[6][7]
- Знак отличия беспорочной службы за ХХ лет (1845)[6]
- Орден Святого Георгия 4-й степени за 25 лет беспорочной службы в офицерских чинах (12 января 1846)[2][8]
- Орден Святого Владимира 3-й степени (1848)[6]
- Орден Святого Станислава 1-й степени (22 апреля 1850)[2][9]
- Орден Святой Анны 1-й степени (1854)[2]
- Знак отличия беспорочной службы за ХХХ лет (1855)[2]
- Орден Святого Владимира 2-й степени с мечами (1858)[2]
- Орден Красного орла 2-й степени со звездой (1851, королевство Пруссия)[6]

## Семья
Жена (с марта 1835 года) — Ольга Павловна Сухтелен (13.12.1816—12.04.1891), фрейлина двора, дочь генерала Павла Петровича Сухтелена (1788—1833) и графини Варвары Дмитриевны Зубовой (1799—1880), которая бросила мужа и дочь, и «имела других детей от других мужчин». По поводу их брака А. Булгаков писал дочери:
Хорошенькая Сухтелен, в которую влюблен богач Мальцов, которого она в свою очередь не хочет, выходит за Бутурлина. Когда она пришла просить у императрицы разрешения выйти замуж, императрица сказала ей: А наконец-то этот бедный Мальцов достиг своего счастья.  Сухтелен, изумленная ответила: Я ведь прошу у Вас позволения выйти замуж за Бутурлина. — По моему он не тот муж какого бы следовало этой интересной особе.
Ольга Павловна была деятельной благотворительницей. Как жена губернатора, была одной из учредительниц в Ярославле в 1859 году Общества для вспомоществования беднейшим православным монастырям и церквей. Состояла  почетным членом Дома призрения ближнего и Ольгинского детского приюта. Бутурлина была любительницей хорового пения и под её покровительством в Ярославле был создан хор. Похоронена в Александро-Невской лавре. В браке имели двух дочерей:
- Александра Алексеевна (1836—1907), замужем за Василием Александровичем Поповым (1835—1866).
- Мария Алексеевна (1849—?), замужем за Найденовым.

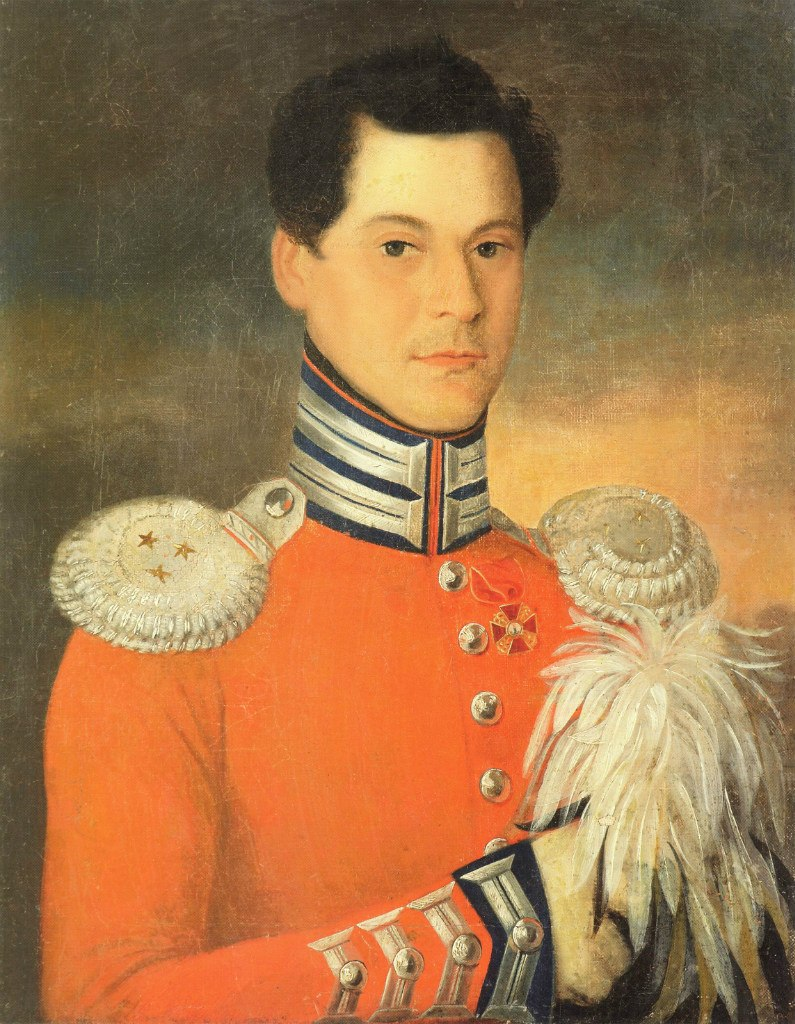
А. П. Бутурлин в мундире поручика лейб-гвардии Кавалергардского полка. Портрет работы Платона Алиптова, 1829 г.
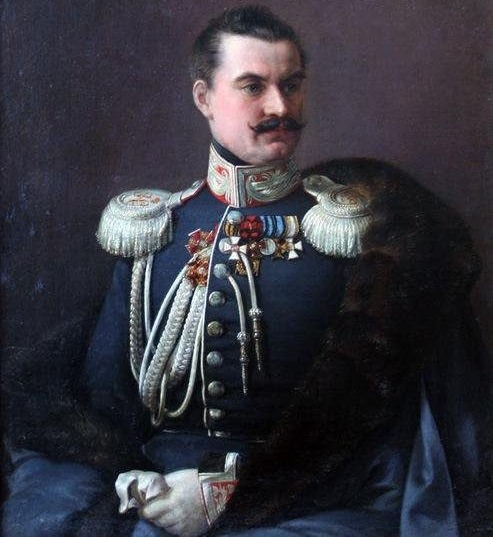
Портрет работы П.С. Тюрина, 1846 г.